# 松本ミュージックフェスティバル
松本ミュージックフェスティバル（Matsumoto Music Festival ; まつもと・ミュージック・フェスティバル）とは、2005年から2011年まで長野県松本市で行われていた音楽祭である。屋内・屋外に関わらず様々な場所に特設ステージが創られ、松本の街が音楽で包まれていく。毎年、8月下旬に開催されていた。

## 概要
松本ミュージックフェスティバルは「音楽の力で、松本に『わくわく』を創り出す」「さまざまなイベントプロデュースチームによる共同開催」「いろいろなステージが創られる」「世代、国籍、言葉の壁を超えて、たくさんの人たちが楽しめる音楽祭」「みんなで創り上げる」をコンセプトとして創設された音楽祭である。ビジョンは「世界に開かれた、音楽あふれる街、松本」。ドイツビールと食の祭典「松本サマーフェスト」と連携して、一部のステージを共同制作した。

## 名称
- 正式名称
  - 「松本ミュージックフェスティバル」
- 正式略称
  - 「MMF」

## 沿革
ビジョン「世界に開かれた、音楽あふれる街、松本」の実現を目指して、2005年にスタート。松本駅から松本城までのエリアを中心に特設ステージが複数設置される。平均来場者数は5000人。
- 2005年　MMF2005（6会場・41グループ）
- 2006年　MMF2006（3会場・40グループ）
- 2007年　MMF2007（1会場・16グループ）
- 2008年　MMF2008（7会場・55グループ）
- 2009年　MMF2009（10会場・61グループ）
- 2010年　MMF2010（7会場・45グループ）
- 2011年　MMF2011（5会場・30グループ）